# Dutch Dakota Association

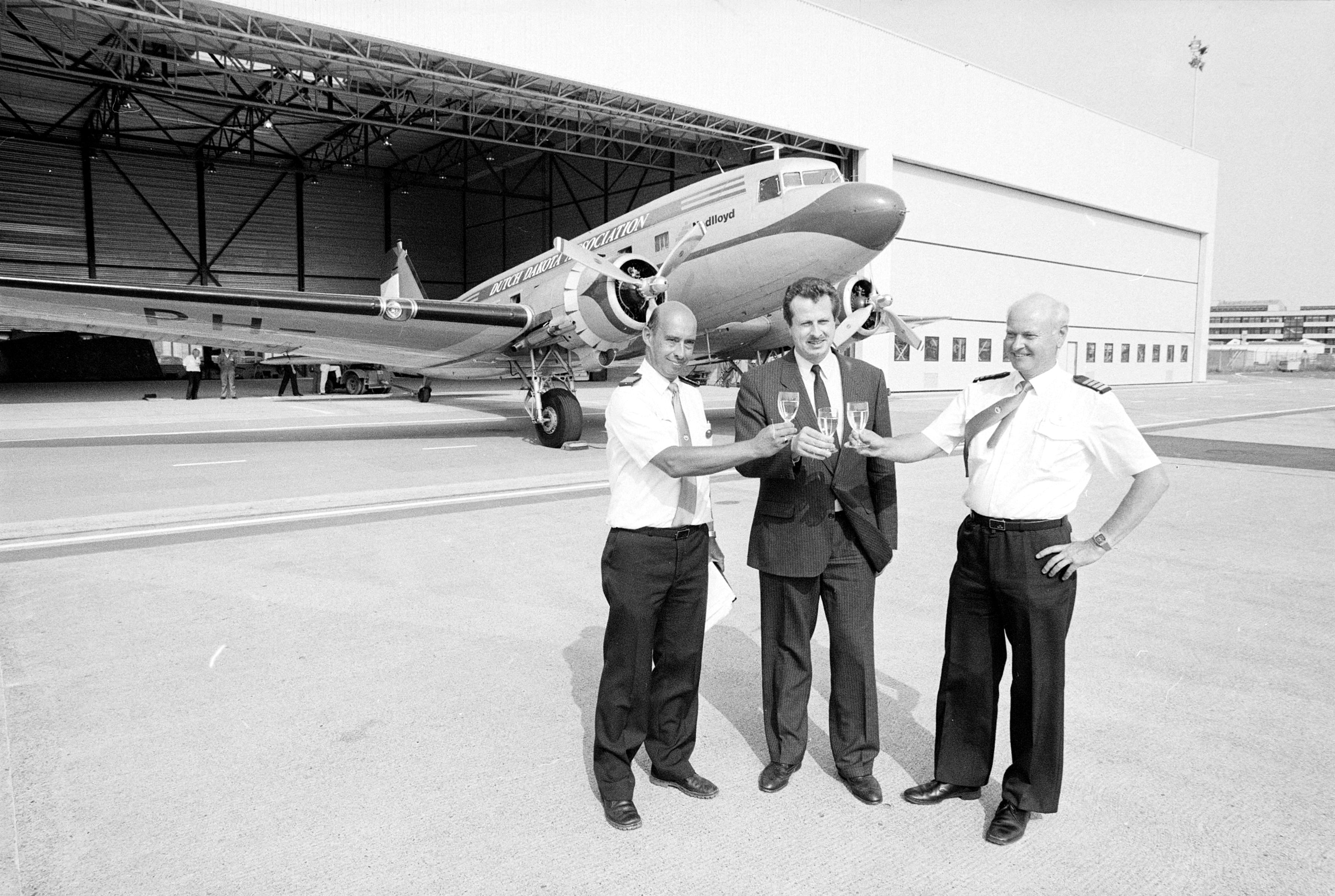
Nieuwe hangar van de Dutch Dakota Association in 1989.

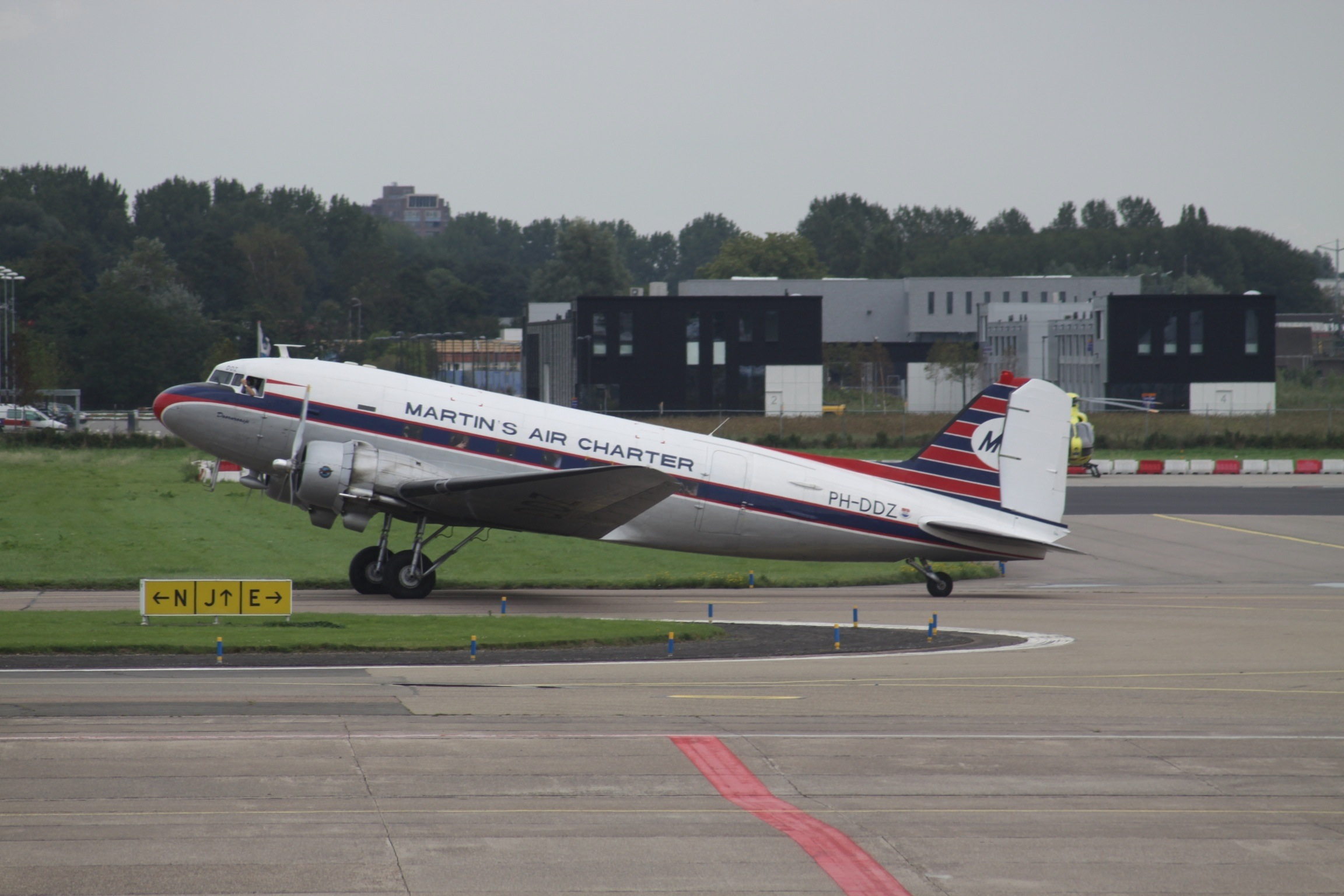
Douglas DC-3 (PH-DDZ) in Martin Air Charters-uitvoering. Rotterdam; 4 september 2010.

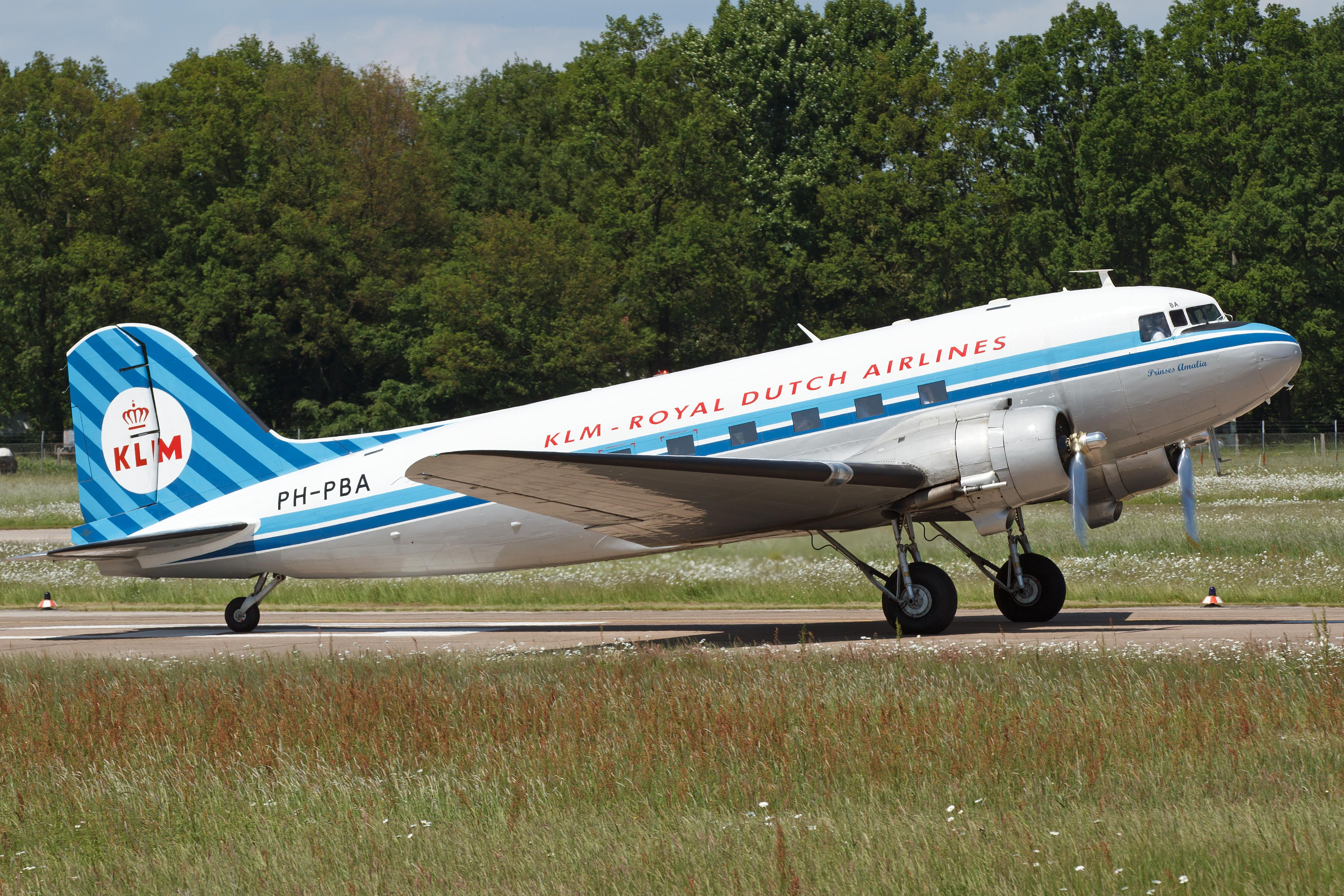
Dakota (DC-3) PH-PBA (cn 19434) in KLM-kleuren van de jaren zestig.

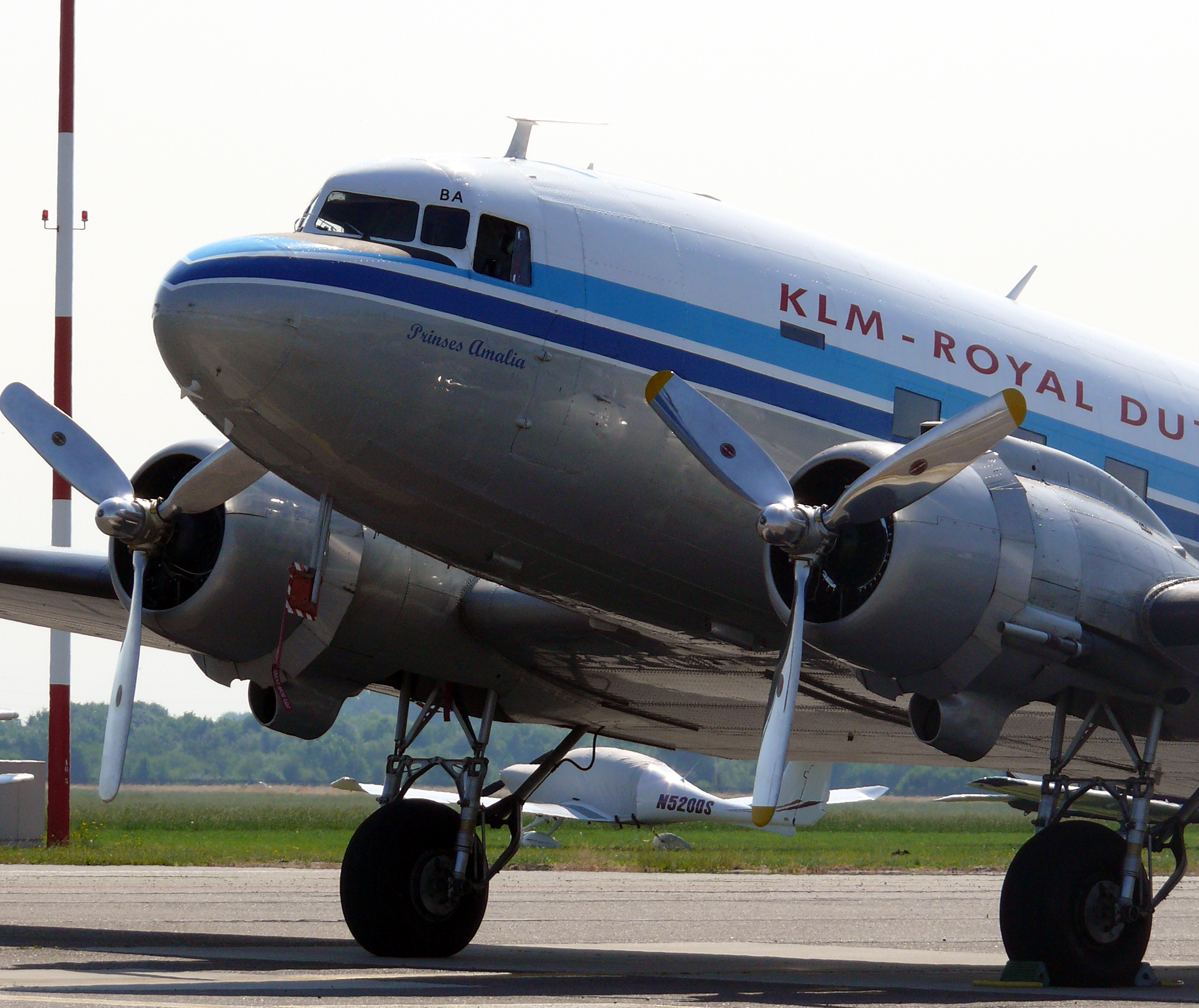
Dakota (DC-3) PH-PBA (cn 19434) op de "Stampe Fly in"; 2011. Het toestel had de kleuren van KLM van de jaren zestig en draagt sinds 2010 de naam Prinses Amalia.

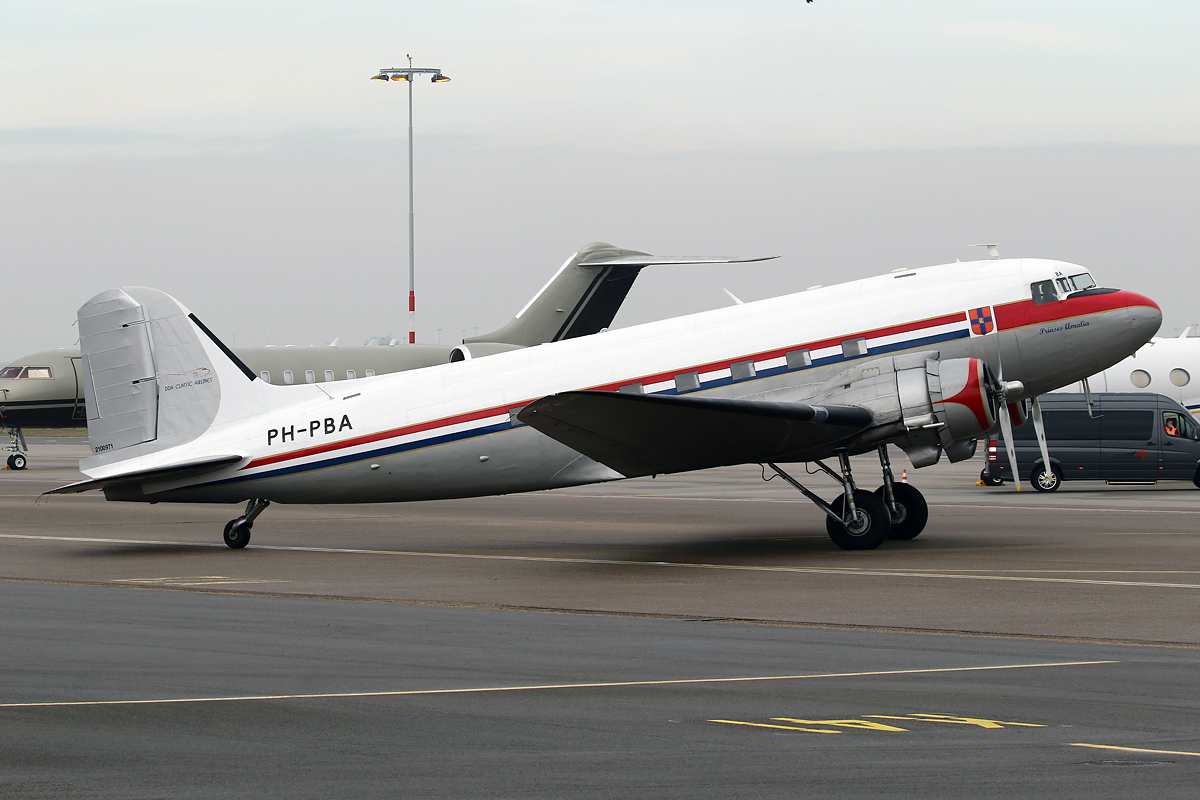
Dakota (DC-3) PH-PBA in het kleurenschema van na 2016.

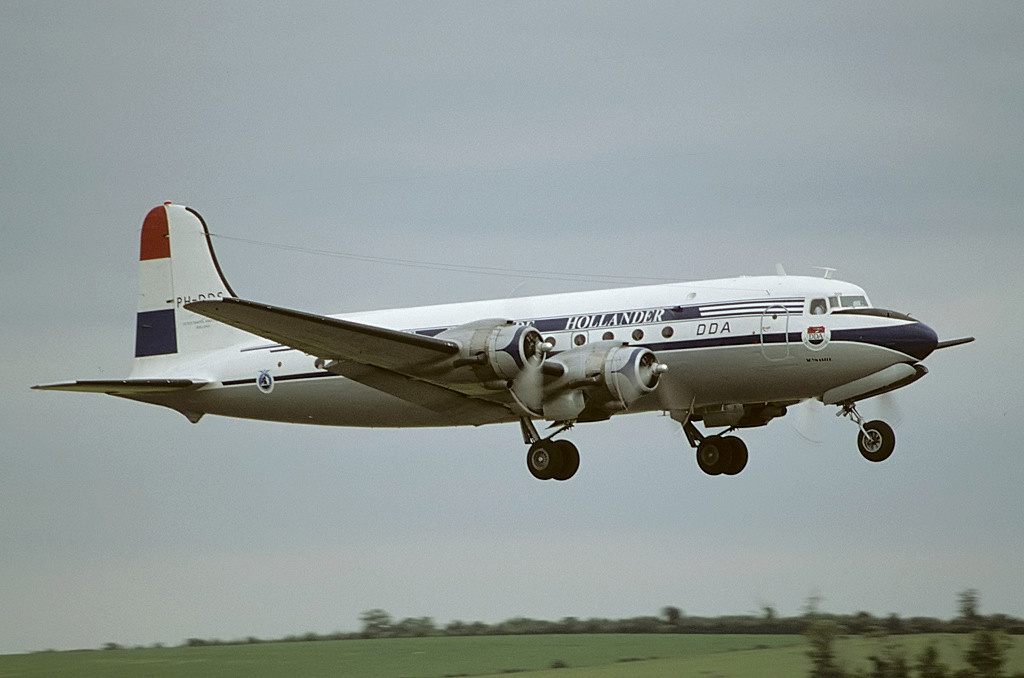
Douglas DC-4-1009 (PH-DDS), Duxford (EGSU), Engeland; juli 1988.

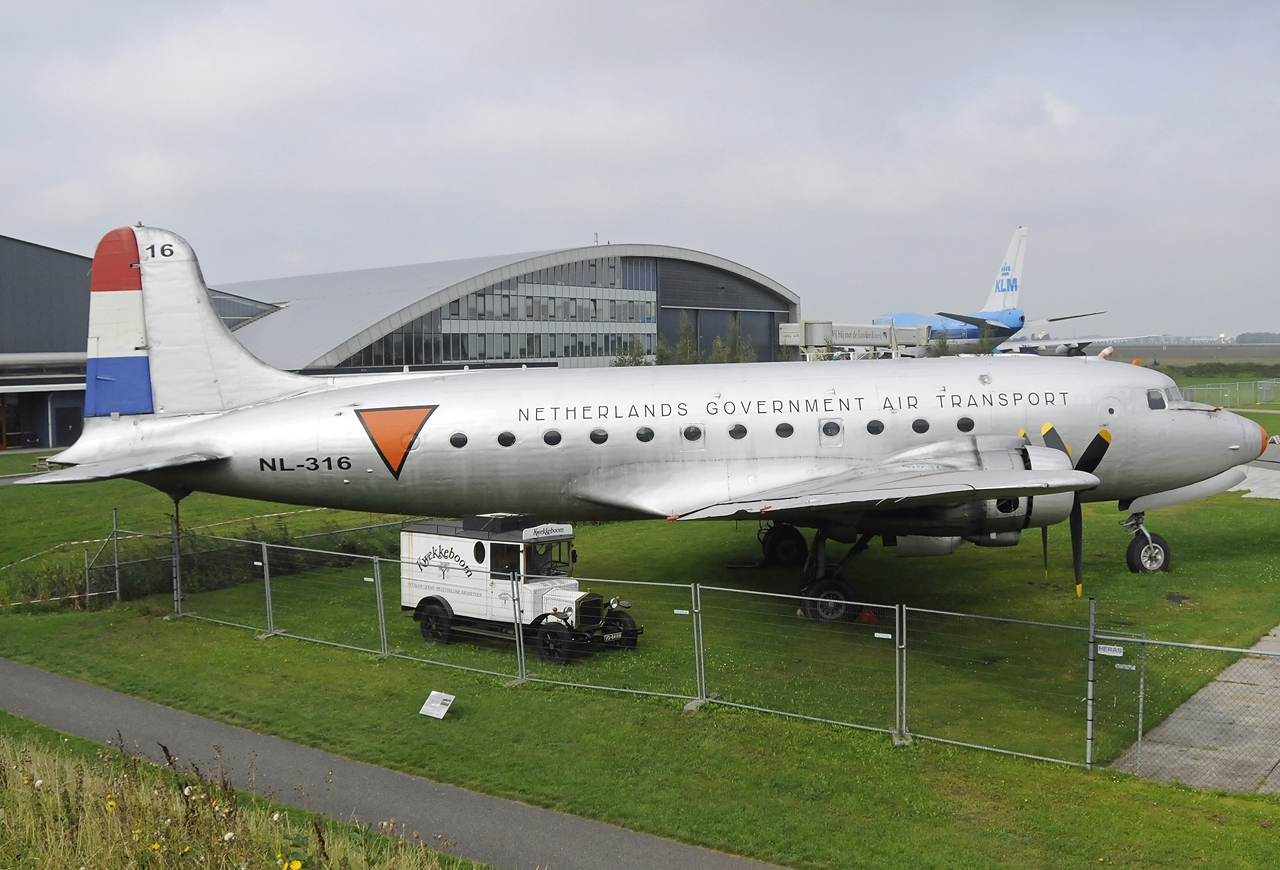
Douglas C-54 (NL-316) op het terrein van Aviodrome.

De Dutch Dakota Association (DDA Classic Airlines) is een Nederlandse stichting die in 1982 werd opgericht als vliegend luchtvaartmuseum. De naam verwijst naar het historische vliegtuigtype Douglas DC-3 dat door de Royal Air Force meestal Dakota werd genoemd. Beschermheer was Z.K.H. Prins Bernhard, voormalig eigenaar van de DC-3 Dakota met de registratie PH-PBA. De DDA voert met deze DC-3, sinds 2010 genaamd Prinses Amalia, jaarlijks tussen april en oktober vluchten uit voor donateurs en andere belangstellenden.
Tot 2017 werden de vluchten uitgevoerd onder de Regeling Historische Luchtvaart d.d. 25 oktober 2004. Deze regeling is speciaal ontworpen voor de vluchtoperatie met historische luchtvaartuigen. Sinds 2018 beschikt de stichting DDA Flight Support over een Air Operator Certificate, en wordt daardoor erkend als luchtvaartbedrijf door de ILT.

## Geschiedenis
De stichting werd op 10 maart 1982 opgericht door de Transavia-vliegers Anne Cor Groeneveld en Gerrit van Gelder. Zij wilden graag een DC-3 naar Nederland halen. In 1983 werd een DC-3 in Finland gevonden die in 1984 op Schiphol arriveerde. Dit toestel werd geheel gerestaureerd en kreeg als vliegtuigregistratie PH-DDA.
In 1987 werd een tweede DC-3 aangekocht, die na restauratie werd opgeleverd in de originele kleuren van Martin's Air Charter, de vroegere naam van Martinair. Dit toestel kreeg als registratie PH-DDZ. In 1995 werden in Zuid-Afrika twee DC-4's gekocht.
In 1998 werd het voormalige regeringstoestel de DC-3 PH-PBA overgedragen aan de DDA. Dit toestel had een VIP-interieur met 17 zitplaatsen. In 2004 had de DDA naast de twee DC-3's ook twee toestellen van het type Douglas DC-4 in bezit, alsmede een Stinson en een Douglas DC-2. De DC-4 / Douglas C-54 (NL-316) staat tentoongesteld in het Aviodrome op Lelystad Airport. De ex-PH-DDS staat in Zuid-Afrika en is eind 2014 verkocht aan de stichting "Flying Dutchman Foundation". De Stinson met de originele registratie PH-PBB is sinds november 1997 gestationeerd bij de Stichting Koninklijke Luchtmacht Historische Vlucht.
Op 17 december 2005 (de zeventigste verjaardag van het het vliegtuigtype DC-3 Dakota) veranderde de DDA haar naam in DDA Classic Airlines en in het voorjaar van 2006 werd ook een nieuw logo geïntroduceerd.
In de zomer van 2012 werd de PH-DDZ aan de grond gehouden. Een van de motoren moest worden vervangen. Voor deze kostbare ingreep werd een motorfonds opgezet. Alle vluchten van de DDA worden sinds de zomer van 2012 met de PH-PBA uitgevoerd.
In september 2015 maakte de KLM-directie bekend dat zij de samenwerking met de DDA per 1 januari 2016 zou beëindigen. Zo kwam er een einde aan een verbintenis van meer dan 30 jaar. De DDA moest per 1 oktober 2016 uitzien naar nieuwe behuizing omdat Hangar 10 op Schiphol-Oost niet meer beschikbaar was. Na een uitgebreide verkenning naar een nieuwe vestigingsplaats werd besloten om terug te keren naar Lelystad.
In het najaar van 2016 werd de PH-DDZ verkocht aan het Aviodrome. Het vliegtuig stond al meer dan vier jaar aan de grond zonder dat de DDA de benodigde middelen had om het toestel weer luchtwaardig te maken.
De PH-PBA vloog jarenlang met een KLM-beschildering uit de jaren zestig totdat deze sponsor zich in 2016 terugtrok. Kort daarna kreeg de DC-3 haar huidige kleuren: bovenkant wit, onderkant en staart zilvergrijs en een rood-wit-blauwe strook ter hoogte van de ramen.
In het voorjaar van 2020 verhuisde het vliegtuig naar Gilze-Rijen. Op 12 oktober 2020 werd bekendgemaakt dat de PH-PBA in december 2020 zou terugkeren naar Schiphol-Oost. Daar kreeg het vliegtuig met de gehele Dutch Dakota Association een plekje in Hangar 32 van vliegtuigonderhoudsbedrijf Jet Support, waar de vrijwilligers van DDA Classic Airlines hun activiteiten verder kunnen voortzetten.

## Aankondiging einde van de activiteiten
In februari 2024 werd aangekondigd dat de DDA na de zomer van 2024 zijn activiteiten zal beëindigen. Redenen hiervoor zijn: geldgebrek, duur onderhoud en onzekerheid over de thuisbasis Schiphol. Sinds de coronacrisis zijn de inkomsten uit rondvluchten sterk verminderd en er zijn minder sponsors overgebleven. Kosten van onderhoud zijn gestegen en de beschikbaarheid van onderdelen verminderd, mede doordat er steeds minder DC-3’s in de wereld over zijn. Ook de speciale brandstof voor dit type vliegtuig is minder beschikbaar en duurder geworden. Omdat de DDA een volwaardige luchtvaartmaatschappij is zijn er hoge kosten om aan alle veiligheidseisen te kunnen voldoen. Daarnaast is de toekomstige krimp van Schiphol, waardoor het voortbestaan van Jet Support, die de DDA sinds 2022 onderdak bood, onzeker is geworden. Verhuizing terug naar Lelystad Airport wordt als ongewenst gezien aangezien de meeste klanten en ook vrijwillige medewerkers uit de Randstad afkomstig zijn.

## Dakotaramp
Op 25 september 1996 verongelukte de DC-3 PH-DDA. Deze gebeurtenis staat bekend als de Dakotaramp. Op de terugreis van Texel naar Schiphol kreeg het toestel boven de Waddenzee pech aan een van de twee motoren. Na het uitvallen van de motor bleek het niet mogelijk de propeller in de vaanstand te zetten. Korte tijd later stortte het toestel neer op een ondiep gedeelte van de zandplaat Lutjeswaard ten noorden van Den Oever. Alle 32 inzittenden kwamen om het leven. Het toestel werd op dat moment gebruikt voor een personeelsuitje van Provinciale Waterstaat van Noord-Holland.
Naar aanleiding hiervan werd de controle op dergelijke vluchten verscherpt. Ter herinnering aan de ramp is op Texel International Airport en het provinciehuis Noord-Holland een gedenkteken geplaatst.